# ¿Qué pequeño ciclomotor de manillar cromado en el fondo del patio?
¿Qué pequeño ciclomotor de manillar cromado en el fondo del patio? (en francés, Quel petit vélo à guidon chromé au fond de la cour?) es el segundo libro del escritor francés Georges Perec, publicado en 1966 en la colección «Les Lettres Nouvelles» de Éditions Denoël. También se publicó en las colecciones «Romans français» y «Empreinte» de la misma editorial, esta última con un prefacio de Richard Bohringer. En castellano fue publicada por primera vez en 2009 en la colección «Alfanhuí» de Ediciones Alpha Decay, con traducción de Marisol Arbués y Hermes Salceda, más la colaboración de Mercé Burrel.
El libro corresponde a un relato o novela corta humorística que narra los fallidos intentos de un grupo de amigos para evitar que un conscripto sea reclutado para la Guerra de Argelia. El texto se caracteriza fundamentalmente por el uso explícito de numerosas figuras retóricas.
El autor lo dedicó a «L. G.», iniciales de La Ligne générale, un grupo de amigos intelectuales al que perteneció el autor antes de su ingreso en Oulipo.

## Estructura
El texto se divide en veintiún secciones breves no numeradas, incluyendo una pausa explícita, sucedida por un resumen de lo narrado hasta entonces. Narrado por uno de los amigos del personaje Henri Pollak, el texto abunda en figuras retóricas, tales como metábolas y parataxis. Perec identifica en un índice al final del libro más de ciento cincuenta de ellas, especificando las páginas en el libro donde son utilizadas.

## Argumento
El joven Henri Pollak vive en Montparnasse, junto a su pareja, sus amigos y sus libros. Diariamente debe viajar hasta un regimiento de Vincennes, donde ejerce sin ánimos como cabo furriel. Para desplazarse utiliza un pequeño ciclomotor de manillar cromado.
Un conscripto llamado «Kara-algo», alistado para luchar en la Guerra de Argelia, le pide a Pollak que le atropelle un pie, para así poder librarse de la misión y seguir viviendo con su amada. Pollak decide consultarlo con sus amigos, y entre todos deciden que lo mejor sería romperle un brazo. Luego de unos meses en que creía haberse librado de la guerra, su nombre aparece oficialmente en la lista de reclutamiento. Entonces los amigos esperan un momento adecuado para actuar, y deciden organizar un festín en una de sus casas, durante el cual varios de los comensales invitados cuestionan la idea y proponen otras alternativas, entre las cuales finalmente deciden que Kara-algo simule problemas mentales, tomando una fuerte dosis de fármacos controlados.
El joven, fuerte, empático y tranquilo, llega finalmente a la fiesta, entre el acalorado recibimiento de los comensales. Luego de comer, beber e interrogarlo, lo convencen del nuevo plan. Tras hacerlo ingerir las drogas, los amigos van en busca de un hotel donde poder dejar al recluta, pero al no encontrar ninguno, deciden dejarlo en el cuartel. Sin embargo, Kara-algo acaba vomitando durante la madrugada todo el alcohol y las pastillas ingeridas, por lo que a la mañana siguiente no tiene excusas para que se lo lleven a la guerra. Ese mismo día, Pollak le cuenta la triste noticia a sus amigos. Entre todos deciden viajar hasta Versalles para despedirlo, pues desde allí salen los trenes hacia el país africano. Una vez allí, sin embargo, no consiguen encontrarlo, o bien Kara-algo no quiere ser encontrado. Los amigos regresan a sus casas, y no vuelven a saber del recluta.

## Análisis de la obra
Si bien muchos interpretaron inicialmente esta novela como una respuesta pacifista a la Guerra de Argelia, para el estudioso Eric Beaumatin se trata sobre todo de la aplicación de recursos retóricos, del tipo que solía impartir su amigo Roland Barthes en sus clases en el Colegio de Francia.

## Recepción e impacto
El 15 de junio de 1967 se emitió una lectura de esta obra para la radio alemana Saarländischer Rundfunk, leída por Nestor Xaidis sobre una versión traducida por Eugen Helmle, con quien Perec trabajó en diversos proyectos radiales.